# Vodafone-Campus
De Vodafone-Campus aan de Ferdinand-Braun-Platz in Düsseldorf-Heerdt is een kantorencomplex, dat werd opgeleverd in 2012. De hoofdgebruiker van het complex is Vodafone.  

## Geschiedenis
Op een gedeelte van het terrein bevond zich tussen 1963 en 2008 de Brauerei Gatzweiler.  In 2003 liet de stad Düsseldorf een stedenbouwkundig rapport voor dit gebied opstellen. Het  ontwerp van het Düsseldorfse architectenbureau HPP werd hierin aanbevolen. De opdrachtgever voor de bouw was Objekt Düsseldorfer VCD-Realisierungs-GmbH & Co. KG. De ARGE Vodafone Campus Düsseldorf, Zechbau GmbH Düsseldorf en Ed. Züblin AG waren verantwoordelijk voor de bouw.
Door het sluiten van een contract met een vastgoedfonds kon Vodafone de voorheen verspreide locaties in Unterbilk (met onder andere het testcentrum), in de Altstadt (het  Mannesmann-Haus) en op bedrijvenpark Seestern met succes samenvoegen.

## Structuur
De Vodafone-campus wordt gekenmerkt door de 19 verdiepingen tellende kantoortoren met een glazen gevel en aluminium elementen aan de Bundesstraße 7.  Hier is ook een openbaar Vodafone-servicecentrum. Het gehele complex aan de Ferdinand-Braun-Platz 1 is ontsloten via de Willstätterstrasse en is eveneens vrij toegankelijk. De campus is ontworpen voor 5.000 banen. Er is een fitnessstudio, een kleuterschool en heeft flexplekken voor de Vodafone-medewerkers. Voor de nieuwe parkeergarage zijn de bestaande aansluitingen op de snelweg ingrijpend verlegd. 